# Viva la Vida or Death and All His Friends
« Viva la Vida » redirige ici. Pour la chanson, voir Viva la Vida (chanson).
Albums de Coldplay
X&Y
(2005) Prospekt's March EP
(2008)
Viva la vida or Death and All His Friends est le quatrième album studio du groupe de rock alternatif britannique Coldplay sorti le 12 juin 2008 au Royaume-Uni, le 13 juin en Suisse, le 16 juin en France et le 17 juin au Canada. Il s'agit de l'album le plus vendu dans le monde en 2008 avec 6,6 millions d'exemplaires vendus[réf. nécessaire]. En février 2009, Coldplay en avait vendu 7 millions[réf. nécessaire].

## Album

La Liberté guidant le peuple, tableau utilisé pour la couverture de l'album.

La pochette et le nom du disque ont été inspirés par deux tableaux différents. La pochette reprend un détail de La Liberté guidant le peuple, du peintre français Eugène Delacroix. Le titre de l'album, quant à lui, reprend celui du dernier tableau de l'artiste mexicaine Frida Kahlo, Nature morte : Viva la Vida.
En décembre 2006, Billboard.com a annoncé que la sortie du prochain album de Coldplay était fixée à fin 2007. Le groupe a ensuite démenti par le biais de leur site officiel, qui a également annoncé une nouvelle tournée en Amérique latine pour le début de 2007. Au cours de cette tournée, le groupe a commencé à écrire leur quatrième album studio, mais aucun nouveau morceau n'a été joué pour qu'il ne soit pas diffusé sur internet par des paparazzi.
En janvier 2007, lors d'une interview sur la BBC Radio 4's Front Row, le musicien et producteur Brian Eno a révélé qu'il serait le producteur de l'album. Au cours de l'enregistrement, Coldplay a annoncé sur leur site Web que les paroles sont « beaucoup plus abstraites, plus visuelles que par le passé »[réf. nécessaire], et que la musique est « moins évidente, plus oblique »[réf. nécessaire]. Selon Chris Martin,  peu avant la sortie de l'album, lors de l'enregistrement, il a voulu faire une transition vocale pour utiliser plus son registre inférieur, une différence de son haut registre (notamment le falsetto) des trois albums précédents. Plus tard, en juillet, Coldplay révèle que l'album a été façonné avec des influences hispaniques après avoir enregistré dans les églises et dans des régions d'Amérique latine et d'Espagne, entre autres à Barcelone.
Quelques semaines plus tard, Coldplay annonce la création de deux nouveaux morceaux, Lovers in Japan et Strawberry Swing, et dément les rumeurs affirmant que leur nouvel album s'appellerait Prospekt[réf. nécessaire].
Le deuxième single issu de l'album, Viva la vida, est numéro 1 des charts américains en juin 2008, chose assez rare pour un groupe de rock alternatif, de plus anglais. Le succès de cette chanson est mondial, atteignant le top 10 dans plusieurs pays et le numéro 1 en Angleterre également.

## Liste des titres
| No  | Titre                                    | Durée |
| --- | ---------------------------------------- | ----- |
| 1.  | Life in Technicolor                      | 2:29  |
| 2.  | Cemeteries of London                     | 3:21  |
| 3.  | Lost!                                    | 3:55  |
| 4.  | 42                                       | 3:57  |
| 5.  | Lovers In Japan / Reign of Love          | 6:51  |
| 6.  | Yes / Chinese Sleep Chant                | 7:06  |
| 7.  | Viva la Vida                             | 4:01  |
| 8.  | Violet Hill                              | 3:42  |
| 9.  | Strawberry Swing                         | 4:09  |
| 10. | Death and all his Friends / The Escapist | 6:18  |

### Pistes bonus
1. Lost?, version acoustique de la chanson Lost!
2. Lovers In Japan, version acoustique
3. Death Will Never Conquer, chanson bonus du single de Viva la Vida et disponible en Allemagne seulement
4. A Spell A Rebel Yell, chanson de la face B du vinyle de Violet Hill
5. Lost@, version live de la chanson Lost! et enregistrée à Chicago
6. Life in Technicolor ii (Live @ The O2, London), version live bonus du single de Life in Technicolor ii
7. The Goldrush, chanson bonus du single de Life in Technicolor ii et principalement chantée par le batteur Will Champion

## Classements et certifications
| Pays (2008)      | Chart             | Meilleure position | Certification | Ventes    |
| ---------------- | ----------------- | ------------------ | ------------- | --------- |
| Allemagne        | GfK AG            | 1                  | 3 × Platine   | 600 000   |
| Australie        | ARIA              | 1                  | 4 × Platine   | 280 000   |
| Autriche         | Media Control     | 1                  | 2 × Platine   | 40 000    |
| Belgique         | IFPI/Ultratop     | 1                  | 3 × Platine   | 90 000+   |
| Bolivie          | Promusicæ         | 1                  | Or            | 1 700     |
| Canada           | Nielsen/Billboard | 1                  | 5 × Platine   | 400 000   |
| Corée du Sud     | HANTEO            | 1                  | —             | 1 849     |
| Croatie          | HDU               | 1                  | —             | —         |
| Danemark         | IFPI              | 1                  | Platine       | 30 000+   |
| Espagne          | Promusicæ         | 1                  | 2 × Platine   | 160 000   |
| Estonie          | Pedrobeat         | 2                  | —             | —         |
| États-Unis       | Billboard/RIAA    | 1                  | 2 × Platine   | 2 000 000 |
| Europe           | IFPI/Billboard    | 1                  | 3 × Platine   | 3 000 000 |
| Finlande         | IFPI              | 1                  | —             | —         |
| France           | IFOP              | 1                  | Diamant       | 500 000   |
| Irlande          | IRMA              | 1                  | 4 × Platine   | 60 000    |
| Italie           | GLF               | 1                  | Diamant       | 320 000   |
| Japon            | Oricon            | 3                  | Platine       | 310 000   |
| Mexique          | AMPROFON          | 1                  | 2 × Diamant   | 1 200 000 |
| Pays-Bas         | NVPI/GFK          | 1                  | Platine       | 60 000    |
| Nouvelle-Zélande | RIANZ             | 1                  | 2 × Platine   | 30 000+   |
| Norvège          | IFPI              | 1                  | —             | —         |
| Portugal         | AFP               | 1                  | 2 × Platine   | 40 000    |
| Royaume-Uni      | OCC/BPI           | 1                  | 5 × Platine   | 1 500 000 |
| Suède            | GLF               | 1                  | Platine       | 40 000    |
| Suisse           | Media Control     | 1                  | —             | —         |
| Taïwan           | G-music           | 1                  | —             | —         |